# عبد الرحيم بدر

من مؤلفاته كتاب الكون الأحدب

عبد الرحيم بدر فلكي وطبيب ورسام وكاتب ولد في مدينة الخليل بفلسطين سنة 1920م وتخرج طبيباً من جامعة القاهرة سنة 1945م وتوفي سنة 1994م.

## دراساته
اهتم بدراسة علم الفلك، وقد أسَّس مع الفلكي خليل قنصل جمعية هواة الفلك عام 1987، والتي تغير اسمها إلى الجمعية الفلكية الأردنية عام 1994. وكان عضواً في الجمعية الأردنية لتاريخ العلوم.

## مؤلفاته
ألف وكتب العديد من المؤلفات والمقالات والكتب الفلكية منها:
- الكون الأحدب: طبع سنة 1962م وهو عن النظرية النسبية.
- دليل السماء والنجوم، طبع سنة 1981م.
- الفلك عند العرب، طبع سنة 1986م.
- موسوعة أسماء النجوم عند العرب في الفلك القديم والحديث.

ولهُ مقالات عديدة منشورة في علم الفلك.